# Schichtenlehre (Philosophie)
Schichtenlehre ist eine in der philosophischen Ontologie vertretene Auffassung der Wirklichkeit. Nach dieser ist das Sein nicht als einheitlich anzusehen, so wie es die Philosophenschule von Elea zurückgehend auf Parmenides (um 520–460 v. Chr.) behauptet hat – es besteht vielmehr aus verschiedenen Seinsschichten. Diese Seinsschichten zeichnen sich durch eine Hierarchie von Eigenschaften aus, die meist so gebildet ist, dass die jeweils höhere von der niederen, stets stärkeren Schicht, getragen wird. Sie gewinnt somit entweder an Leistungsfähigkeit oder entwickelt ganz bestimmte andere „höhere Qualitäten“. Die Schichten können voneinander unabhängig auftreten – so im Bild vom Ross und Reiter – oder miteinander wesentlich verbunden sein – siehe etwa das naturphilosophische Konzept der Stufenleiter der Natur oder die biologisch-organische Funktionsweise des Gehirns aus Sicht der Emergenz.

## Verwendung des Begriffs

Schichtenlehre des Aristoteles

Bereits Aristoteles (um 384–322 v. Chr.) unterschied fünf Schichten des Seins. Als unterste bezeichnete er die Hyle, das heißt die stofflich-materielle Schicht, darauf folgten die sinnlich wahrnehmbaren Dinge, Lebewesen, Seele und Geist. Sogar bei den Lebewesen unterschied Aristoteles zwischen der vegetativen und der animalischen Seele. – Üblicherweise werden auch die Seinschichten des realen und idealen Seins unterschieden. Reales Sein wird oft als Existenz, ideales als Wesen oder Essenz bezeichnet. In ähnlicher Weise unterschied Platon (427–347 v. Chr.) zwischen Begierde (epithymia), Mut und Willen (thymos) und dem Verstand (logistikon). Nicolai Hartmann führte die Begriffe des Kategorienkomplexes und der dazugehörenden Determinationstypen ein. Er unterschied die Schicht des Anorganischen, das heißt einen um den Begriff der Materie gruppierten Kategorienkomplex, mit dem dazugehörigen Determinationstyp der Kausalität von der durch diese getragenen Schicht des Organischen, die durch Lebendigkeit ausgezeichnet ist. Ihr Determinationstyp ist das Prinzip der Finalität. Paul A. Weiss beschrieb im Rahmen seiner Werke zur Systemtheorie einen Schichtendeterminismus.

## Die Beziehungen zwischen den Schichten
Fraglich sind die Beziehungen zwischen „oben“ und „unten“ in der Pyramide. Sind die Eigenschaften der oberen Etagen von den unteren abhängig? Entwickeln sie sich ausschließlich aus ihnen, den unteren Schichten, heraus? Ist etwa in ihnen, den unteren Schichten, bereits der Geist wirksam, der vor allem die Spitze der Pyramide beseelt? Albert Schweitzer ist der Auffassung, dass in der Natur der Geist von sich aus da sei. Er gestalte das Neue aus dem Alten in einer absolut vernunftgemäßen und zweckdienlichen Weise. Der Geist, wie er dagegen in der Geschichte walte, sei nicht in den Dingen vorhanden. Er müsse durch uns geschaffen und so in der Geschichte wirksam werden.